# 拉吉昂马祖
拉吉昂马祖（法語：Laguian-Mazous）是法国热尔省的一个市镇，属于米朗德区（Mirande）米埃朗县（Miélan）。该市镇总面积9.98平方公里，2009年时的人口为278人。

## 人口
拉吉昂马祖人口变化图示